# Triage X
Triage X (トリアージ, Toriāji Ikusu) é uma série de mangá japonesa escrita e ilustrada por Shōji Satō. Tem sido publicado em Fujimi Shobo shonen mangá e na revista Monthly Dragon Age desde 2009, em vinte e nove; volumes até agora. A Yen Press publicou o mangá na América do Norte e lançou vinte e sete volumes em 1 de outubro de 2024. Houve, também, foi lançado um volume especial, intitulado "Triage X Tributo", com pequenas histórias sobre os personagens principais de Triage X desenhados por amigos e assistentes de Shōji Satō para homenagear o seu trabalho. Também foi feita uma adaptação para anime pela Xebec que foi transmitido na Tokyo MX entre 8 de abril, até 2015 e 10 de junho de 2015.

## Enredo
Por trás da fachada do Hospital Mochizuki , existe uma organização de vigilantes conhecida como "Black Label". A equipe, composta por alguns membros seletos da equipe que trabalha no hospital, e por adolescentes da escola Mochizuki, tem por objetivo a eliminação de pessoas indesejáveis, apelidadas de "câncer" da sociedade, e impedir que eles infectem a sociedade. Quando a tarja é marcada como preta, é indicio para eliminação da pessoa que causa o mal a sociedade, quando é outra cor, vermelha, essa pessoa deve ser julgada por lei.

## Personagens
Arashi Mikami (三神 嵐, Mikami Arashi)
Voz de: Kenji Akabane
O principal protagonista masculino. Um estudante bonito, mas socialmente desajeitado do ensino médio que pertence a organização Black Label, um grupo de vigilantes que lida com criminosos que a polícia não consegue lidar. Quando ele era jovem, foi severamente ferido em um ataque terrorista que tirou a vida de seu melhor amigo, Ryu Mochizuki. Durante a missão, ele veste um capacete aprova de balas que cobre seu rosto inteiro. Ryu vive na consciência de Arashi em que apenas ele pode ver, mas sua consciência latente também o protege, mesmo dos perigos que o rodeia.
Mikoto Kiba (木場 美琴, Kiba Mikoto)
Voz de: Yui Kondou
A protagonista feminina. Parceira de Arashi que também estuda na mesma escola que ele. Enquanto na escola atua de maneira calma e educada, ela na verdade é mal-humorado e desbocada, especialmente em relação a Arashi. Seu irmão mais velho Yuki foi morto em um acidente de moto, no qual ela também ficou gravemente ferida.  Sendo salva pelos funcionários do hospital Mochizuki , o que a levou, eventualmente, juntar-se ao Black Label. No decorrer da trama ela começa a desenvolver sentimentos por Arashi, agindo como se fosse esposa dele.
Oriha Nashida (梨田 織葉, Nashida Oriha)
Voz de: Amina Satō
Uma menina de 14 anos de idade , ídol e especialista em demolições do Black Label. Ela é uma gênia que começou a faculdade, quando tinha 11 anos, mas  também pode ser bastante infantil e gosta de dar apelidos para seus companheiros de equipe. Vive em uma mansão abandonada cheia de armadilhas explosivas.
Sayo Hitsugi (柩 小夜, Hitsugi Sayo)
Voz de: Ryōko Shiraishi
A principal enfermeira do Hospital Mochizuki . Ela é a especialista em combate do Black Label, manipula  mini pistolas e metralhadoras leves com facilidade. Também é incrivelmente forte e tem uma boa memória. Enquanto age de maneira agradável e descontraído no cotidiano, nas missões, ela veste uma máscara demoniaca blindada, mostrando seu lado mais brutal e sádico. Ela tem ajudado Arashi na recuperação na infância sendo mais velha que ele, mas acaba sendo salva por Arashi do controle da máscara. Esta passa a flertar com Arashi, para provocar a Mikoto. Ela depois retorna para enfrentar as irmãs Murasaki, sem o uso da máscara e também sem perder o controle de si mesma.
Yuuko Sagiri (狭霧友子, Sagiri Yūko)
Voz de: Fuyuka Ōura
Uma das médicas no Hospital Mochizuki . Incrivelmente bem-dotada, é também uma mestre espadachim. Sempre que ela usa sua katana, seu cabelo torna-se branco.

Miki Tsurugi (剣 光姫, Tsurugi Miki)
Voz de: Masumi Asano
Anestesiologista do Hospital Mochizukia. Ela é a perita química e sniper do Black Label, e tende a ser a voz da razão em sua equipe. Ela inventou uma anestesia, que funciona como um soro da verdade e o paciente não lembra de nada depois.
Masamune Mochizuki (望月正宗, Mochizuki Masamune)
Voz de: Takaya Kuroda
O Presidente do Hospital Mochizuki e fundador do Black Label . Seu filho, Ryu Mochizuki, foi o melhor amigo de Arashi, após o ataque, terrorista ele foi forçado a declarar o seu próprio filho morto. Agora, ele é um doente terminal em uma cadeira de rodas.
Fiona Ran Winchester (フィオナ・蘭・ウインチェスター, Fiona Ran Winchesutaa)
Voz de: Aya Hisakawa
A diretora do Hospital e um membro do Black Label. Ela é especializada em coletar de informações para as missões.
Chikage Hizaki (緋崎 千影, Hizaki Chikage)
Voz de: Ryouka Yuzuki
Uma assassina de uma organização diferente, especializanda na queima até a morte seus alvos. Ela faz amizade com Mikoto (sem saber que ela é uma vigilante) quando elas se tornam colegas de classe. 

Isoroku Tatara (多々良 五十六, Tatara Isoroku)
Voz de: Hideaki Tezuka
Um detetive dedicado mas muito irritado que está constantemente em busca da Black Label, mesmo que ele tenha sido salvo por eles em duas ocasiões.
Konomi Suzue (鈴江 このみ, Suzue Konomi)
Voz de: Misato
Uma detetive jovem da força policial de Tobioka  e parceira do detetive Tatara, que é constantemente arrastado em suas investigações para a Black Label. Ela é tão inteligente quanto Yuko.
Hinako Kominato (小湊 雛子, Kominato Hinako)
Voz de: Naomi Ōzora
Colega de Arashi que se apaixona por ele. Ela não sabe das atividades de seus colegas atividades como vigilantes. Trabalha como garçonete no café de seu pai e é uma grande fã de Oriha.
Yuu Momokino (桃木野 由宇, Momokino Yuu)
Voz de: Izumi Kitta
Ela é a melhor amiga de Arashi na escola.  Ela também não tem conhecimento do Black Label. Trabalha em vários empregos a tempo parcial para manter seus irmãos mais novos. Ela parece desenvolver alguns sentimentos por Mikoto mais tarde na série.
Kaoru Murasaki (村咲 薫, Murasaki Kaoru)
Voz de: Misa Kayama
Uma membra da organização Syringe, outra organização atua ao lado de sua irmã gêmea Kaori. Esta possui o hábito de deixar seu corpo exposto, sem nenhuma roupa, apenas com peças íntimas quando não está em missão.
Kaori Murasaki (村咲 馨, Murasaki Kaori)
Voz de: Kiyono Yasuno
Um membro da organização chamada Syringe atua ao lado de sua irmã gêmea Kaoru. Ela é mais séria e focada do que sua irmã gêmea.
D
Voz de: Setsuji Satō
Um homem mascarado com uma balaclava.
Mr. Astro
Voz de: Takanori Hoshino
Um homem mascarado.

Kaname Makiishi (牧石 要, Makiishi Kaname)
Voz de: Sayaka Nakaya
O líder da Seringa.
Kyōji Tobishiro (飛城 教示, Tobishiro Kyōji)
Voz de: Kenji Nojima
O sádico filho do líder, do altamente influente clã Tobishiro, que está interessado em adquirir a droga conhecida como a lírio de platina.
Goryū (護龍)
Voz de: Sachi Kokuryu
Uma mulher ninja sadomasoquista que serve Tobishiro.
Shinichiro Inunaki (犬鳴 慎一郎, Inunaki Shinichirō)
Voz de: Shin-ichiro Miki
Um médico de outra organização, e um ex-membro do Black Label. Foi ele quem treinou Arashi.
Haron Mikazuki (三日月 はろん, Mikazuki Haron)
Voz de: Iori Nomizu
Uma ídol e irmã mais velha de Sumire. Ela sabe alguns movimentos de karate.
Sumire Mikazuki (三日月 すみれ, Mikazuki Sumire)
Voz de: Yumeha Kōda
Uma ídol e irmã mais nova de Haron. 